# Àrea de superfície
Àrea de superfície és la mesura de la quantitat de superfície exposada que presenta un sòlid expressada en unitats quadrades. En els objectes polièdrics l'àrea de superfície és la suma de les superfície de les seves cares. En sòlids sense arestes com les esferes es fa servir la seva representació com superfícies paramètriques. La definició d'àrea de superfície està basada en mètodes de càlcul infinitesimal i implica derivades parcials i doble integració.
La definició general àrea de superfície la va fer Henri Lebesgue i Hermann Minkowski i el seu treball va portar al desenvolupament de la teoria de la mesura geomètrica la qual estudia diverses nocions d'àrea de superfície per a objectes irregulars de qualsevol dimensió.

## Fórmules comunes

Figures geomètriques

| Forma                     | Equació                                                                | Variables |
| ------------------------- | ---------------------------------------------------------------------- | --- |
| Cub                       | {\displaystyle 6s^{2}\,}                                               | s = llargada del costat                                                                                               |
| Prisma rectangular        | {\displaystyle 2(\ell w+\ell h+wh)\,}                                  | ℓ = llargada, w = amplada, h = alçada                                                                                 |
| Esfera                    | {\displaystyle 4\pi r^{2}\,}                                           | r = radi de l'esfera                                                                                                  |
| Lluna esfèrica            | {\displaystyle 2r^{2}\theta \,}                                        | r = radi de l'esfera, θ = angle dihèdric                                                                              |
| Cilindre tancat           | {\displaystyle 2\pi r(h+r)\,}                                          | r = radi de la base circular, h = alçada del cilindre                                                                 |
| Con, superfície lateral   | {\displaystyle \pi r\left({\sqrt {r^{2}+h^{2}}}\right)=\pi rs\,}       | {\displaystyle s={\sqrt {r^{2}+h^{2}}}} s = alçada del con inclinat, r = radi de la base circular, h = alçada del con |
| Superfície total d'un con | {\displaystyle \pi r\left(r+{\sqrt {r^{2}+h^{2}}}\right)=\pi r(r+s)\,} | s = alçada del con inclinat, r = radi de la base circular, h = alçada del con                                         |
| Piràmide                  | {\displaystyle B+{\frac {PL}{2}}}                                      | B = àrea de la base, P = perímetre de la base, L = alçada inclinada                                                   |

## En la química
L'àrea de superfície és important en la cinètica de la química. Generalment, incrementant l'àrea de superfície d'una substància s'incrementa la taxa de la reacció química. Per exemple, el ferro en pols fina entrarà en combustió però en un bloc sòlid resulta estable.

## En la biologia
En un organisme l'àrea de superfície és important en diverses funcions, com ara la regulació de la temperatura i de la digestió.